# Phytodietus sumatrensis
Phytodietus sumatrensis là một loài tò vò trong họ Ichneumonidae.